# Резолуција Генералне скупштине Уједињених нација 78/282
Исход гласања у ГС УН
о резолуцији бр. 78/282
Резолуција Генералне скупштине Уједињених нација 78/282 (енгл. United Nations General Assembly Resolution 78/282) је необавезујућа резолуција коју је 23. маја 2024. године на свом 78. заседању усвојила Генерална скупштина Уједињених нација. Резолуцијом је установљен Међународни дан промишљања и сећања на геноцид у Сребреници 1995 (енгл. International Day of Reflection and Commemoration of the 1995 Genocide in Srebrenica), који се обележава 11. јула. Резолуцију су предложиле Немачка и Руанда, уз подршку тридесетак других држава. Од укупног броја држава-чланица Уједињених нација (193), за усвајање предложене резолуције гласало је 84, док је 19 држава било против; уздржаних је било 68, а преостале 22 државе нису учествовале у гласању.
Према правилима ГС УН, резолуција није обавезујућа.

## Осуда порицања
Другим ставом резолуције, безрезервно се осуђује (енгл. condemns without reservation) свако порицање (енгл. any denial) сребреничког геноцида као историјског догађаја (енгл. historical event), а државе-чланице се позивају на очување утврђених чињеница (енгл. to preserve the established facts) и развој одговарајућих образовних садржаја, како би се  предупредило (енгл. preventing) порицање и искривљавање (енгл. denial and distortion). У тексту резолуције не помињу се научна истраживања и преиспитивања, нити се изричу забране, већ се осуђује свако порицање и додатно се позива на предупређивање порицања и искривљавања. Појам негација (енгл. negation) не помиње се у енглеском тексту резолуције, већ се користи термин порицање (енгл. denial) који има слично значење, док се у варијантама резолуције на неким другим званичним језицима УН у истом ставу користи управо термин негација (фр. négation, шп. negación).

## Хронологија
Доношењу резолуције претходио је низ сличних иницијатива, које су покретане у дужем временском периоду, са циљем да се тешки злочини који су почињени над Муслиманима, односно Бошњацима на ширем подручју Сребренице у лето 1995. године, за време рата у Босни и Херцеговини, квалификују као злочини геноцида, уз ослонац на сличне оцене појединих међународних институција и организација:
- На седници одржаној 7. јула 2005. године, Европски парламент је усвојио резолуцију којом се органи Европске уније позивају да на адекватан начин обележе десету годишњицу геноцида у Сребреници и Поточарима (енгл. Srebrenica-Potocari act of genocide).[6]
- На седници одржаној 15. јануара 2009. године, Европски парламент је усвојио нову резолуцију, којом се 11. јул у државама-чланицама Европске уније проглашава за Дан сећања на геноцид у Сребреници (енгл. Day of commemoration of the Srebrenica genocide).[7][8][9]
- На седници одржаној 31. марта 2010. године, Народна скупштина Републике Србије је усвојила посебну Декларацију Народне скупштине Републике Србије о осуди злочина у Сребреници, у чијој је преамбули било назначено да се декларација доноси уз позивање на неколико међународних аката, међу којима је изричито поменута и Конвенција о спречавању и кажњавању злочина геноцида, коју је 1948. године усвојила Генерална скупштина УН.[10][11][12]
- Током пролећа 2015. године, британска влада је покренула иницијативу да се у Савету безбедности Уједињених нација усвоји резолуција о геноциду у Сребреници. О предложеној резолуцији гласало се на седници Савета безбедности која је одржана 8. јула. Од укупног броја држава-чланица тог тела (15), за усвајање је гласало 10, док су 4 чланице биле уздржане, а једна је гласала против (Русија), тако да резолуција није усвојена, пошто је руски глас имао снагу вета.[13][14]
- Након неуспеха у Савету безбедности, фокус је током наредних година преусмерен ка Генералној скупштини, са идејом да се слична резолуција о Сребреници предложи том телу, у коме се одлучује квалификованом већином, без права вета.
- Почетком 2019. године, власти Републике Српске су формирале посебну Независну међународну комисију за истраживање страдања свих народа у сребреничкој регији у периоду од 1992. до 1995. године, на челу са израелским историчарем Гидеоном Грајфом.[15]
- Одлуком од 23. јула 2021. године, Валентин Инцко је у својству високог представника у БиХ прописао измене и допуне Кривичног закона, по којима се забрана јавног одобравања, порицања, грубог умањивања или оправдавања злочина геноцида протеже и на одлуке међународних и домаћих судова, чиме се обухватају и пресуде о геноциду у Сребреници.[16]
- Средином 2021. године, Грајфова комисија је објавила опширан извештај у коме су разматрана питања о природи и размерама злочина у Сребреници, уз оцену да се почињени злочини, иако веома тешки, ипак не могу сматрати злочинима геноцида.[17][18]
- Крајем 2021. године, немачке државне власти су повукле одлуку о додељивању одликовања израелском историчару Гидеону Грајфу, због његовог става да се злочини који су почињени у Сребреници не би могли квалификовати као злочини геноцида.[19]
- Средином 2022. године, интензивиране су активности појединих држава у циљу реализације ранијих иницијатива за доношење резолуције о Сребреници у Генералној скупштини, али том приликом није дошло до покретања званичних процедура.[20]
- Током 2023. године, разни политички чиниоци у Босни и Херцеговини и неким другим државама наставили су да промовишу замисао о изради посебне резолуције о геноциду у Сребреници, која би била поднета Генералној скупштини.
- Председник Генералне скупштине УН је 8. децембра 2023. године, поводом 75. годишњице доношења Конвенције о спречавању и кажњавању злочина геноцида (1948) нагласио да међународна заједница није успела да спречи потоње геноциде, поменувши тим поводом и Сребреницу (1995).[21]
- Почетком 2024. године, састављен је нацрт резолуције, који је потом у виду предлога поднет Генералној скупштини, а као званични предлагачи назначене су Немачка и Руанда.[22] Иницијатива је покренута и спроведена без разматрања тог питања и постизања неопходне сагласности у надлежним органима Босне и Херцеговине, што је током марта и априла довело до ескалације сребреничког питања у регионалним и међународним оквирима.
- Народна скупштина Републике Српске је 18. априла 2024. године и званично усвојла раније поменути извештај Грајфове комисије из 2021. године.[23]
- Председник Матице српске је у саопштењу од 29. априла указао на тежину почињених ратних злочина и злочина против човечности, нагласивши тим поводом: "немогуће је користити појам геноцида како би се означио тип злочина који је почињен у Сребреници 1995. године", уз напомену да би предложена резолуција о Сребренци "умножила и интензивирала основни проблем".[24]
- Крајем априла 2024. године, дошло је до додатних консултација о предоженој резолуцији коју су поднеле Немачка и Руанда, што је довело до привеменог одлагања.
- На седници Савета безбедности УН која је одржана 30. априла, расправљано је о разним аспектима предложене резолуције, али сагласност о покренутим питањима није постигнута.[25]
- Дорађени нацрт резолуције поднет је 2. маја, од стране 32 државе, међу којима је била и Босна и Херцеговина, иако у надлежним органима те државе није постигнута неопходна сагласност о том питању, на шта су у разним приликама указивали представници Републике Српске.[26]
- Председник Генералне скупштине УН је 14. маја одржао састанак са председавајућим Пресдеништва Босне и Херцеговине, без учешћа друга два члана тог тела.[27]
- Представници УН су 15. маја најавили да ће се о предложеној резолуцији одлучивати 23. маја, на 82. пленарној седници текућег заседања ГС УН.[28]
- Током маја дошло је до додатних консултација и уношења извесних измена и допуна у предложени текст, што је учињено поводом амандмана поднетих од стране Владе Црне Горе, који су делимично прихваћени по питању индивидуализовања кривичне одговорности.[29]
- Председник Генералне скупштине УН је 19. маја одржао састанак са два члана Пресдеништва Босне и Херцеговине (представници Бошњака и Хрвата, Денис Бећировић и Жељко Комшић), без учешћа треће чланице тог тела (представница српског народа, Жељка Цвијановић).[30]
- Коначни текст предлога резолуције усаглашен је 20. маја, након чега је упућен Генералој скупштини, од стране 36 држава-предлагача.[31]
- Генерална скупштина је о предложеној резолуцији одлучивала 23. маја, на 82. седници свог 78. заседања. Седницом је председавао Денис Франсис, председник ГС УН.[32] Немачка је била земља-уводничар. Представница Немачке је навела да резолуција није уперена против било којег народа, а ни против Србије, која је уважени члан организације, већ против починилаца геноцида.[33]

## Реакције
У Нишу је исти дан је одржана протестна вожња против изгласане и усвојене резолуције. Протестна колона возила је дефиловала и кроз центар Београда.
Председник Републике Српске Милорад Додик је оценио да је резолуција довела у питање опстанак Босне и Херцеговине и изнио је становиште да је најбоље да Срби и Бошњаци буду добре комшије, што би се остварило кроз мирно раздруживање.
Председница Народне скупштине Србије Ана Брнабић изјавиле да је усвајање резолуције фарса и да никада није била толико забринута за мир на Балкану. Председник Скупштине Црне Горе Андрија Мандић сматра да је резолуција додатно ујединила српски народ и показала његову снагу. Бивши председник Србије Борис Тадић оценио је резолуцију као нелегитимну и да злоупотребљава и политизује жртве Сребренице. О резолуцији су се негативно изразили и српски опозициони политичари др Милош Јовановић и др Јован Јањић.
Стални представник БиХ у УН, Златко Лагумџија је за FTV изјавио да се никада у свом животу није суочио са противником који је уложио толико енергије и снаге да осујети намере његовог тима и спонзора.
Представници Словеније су резолуцију описали као историјски тренутак а усвајање је поздравила и Хрватска. Председник Хрватске Зоран Милановић изнео је став да је Хрватска на противуставан начин била коспонзор резолуције о Сребреници, устврдивши да се сличне одлуке по уставу земље не могу доносити без председникар државе.
Мађарски представници су изнели став да резолуција неће допринети стабилности у региону и да доноси нове поделе.
Василиј Небензја, стални представник Русије у УН, окарактерисао је резолуцију као претњу миру и сигурности и додао је да Немачка нема морално право да спомиње геноцид.
Грчка и Словачка су биле уздржане и изразиле су забринутост за динамику односно мир и стабилност у региону.
Министарство спољних послова Немачке објавило је да су Уједињене нације одале почаст жртвама и затвориле важну празнину у нашем колективном сећању.
Амбасада Ирана у БиХ поздравила је усвајање резолуције и навела да се геноцид осуђује увек и свуда, и у Гази и у Сребреници.
Новинар и уредник Момчило Ђурдић је коментарисао да је ово први да је документ који изискује потпуни консензус држава чланица донет поражавајућом већином.
Извршни одбор САНУ је 27. маја објавио саопштење у коме се између осталог истиче: "Академија сматра да управо усвојена резолуција Генералне скупштине Уједињених нација, с обзиром на то како је припремљена, на који начин, са којим образложењем и у ком тренутку је предложена, па и како је усвојена, свакако не доприноси решавању било ког постојећег отвореног питања, па ни остварењу њеног најважнијег прокламованог циља - помирењу на Балкану. Академија одлучно одбацује и најоштрије осуђује сва, било експлицитна или имплицитна, тумачења резолуције или њеног инструментализовања у смислу колективне одговорности српског народа, Републике Србије или Републике Српске за геноцид".